# La signora senza camelie
La signora senza camelie è un film del 1953 diretto da Michelangelo Antonioni.

## Trama
Clara Manni, una ex commessa milanese, è diventata attrice dopo l'insistente proposta del produttore Gianni Franchi ma è costretta a recitare in pellicole che sfruttano più la sua bellezza che la sua bravura interpretativa. Gianni la sposa in fretta e, divenuto geloso, le proibisce di esibirsi in questo genere di film. Ma cambiare repertorio non è semplice e il nuovo film di Clara, che interpreta Giovanna d'Arco, fallisce, mettendo finanziariamente nei guai il marito.
Nel frattempo, a Venezia Clara conosce Nardo Rusconi, un console in cerca di un'avventura amorosa, ma senza intenzioni serie. Clara è costretta ad accettare un altro film dal suo antico produttore, Ercolino Borra, in modo da pagare i debiti del marito. Dopo essersi separata, Clara fugge con Nardo Rusconi; ma la storia dura poco, perché Nardo non vuol creare scandali e preferisce lasciarla.
Delusa, ella cade in depressione e chiede consiglio all'amico attore Lodi, che le consiglia di cambiare registro e d'indirizzarsi verso ruoli più profondi. Clara rifiuta ogni copione che non corrisponda alle sue nuove esigenze, ma nessuno crede in lei. È costretta ad accettare un altro film commerciale (per rientrare nel mondo del cinema, deve infatti adeguarsi alle parti insulse che le offrono): il cinismo del mondo cinematografico dominato dal danaro e dal successo di pubblico ha sopraffatto la sua ingenuità.

## Critica
La signora senza camelie è stato considerato il punto di svolta nell'evoluzione della narrativa filmica in Italia, dal cinema neorealista e quindi di critica sociale dove primeggiarono Vittorio de Sica e Cesare Zavattini con Umberto D, negli stessi iniziali anni cinquanta, all'approfondimento della crisi dei sentimenti, che caratterizzerà il cinema di Antonioni degli anni a venire..

## Produzione
In questo film il ruolo di protagonista era destinato a Gina Lollobrigida che tuttavia, all'inizio delle riprese, comunicò di non volere più interpretare la parte. il produttore Domenico Forges-Davanzati denunciò la Lollobrigida per inadempienza chiedendo un risarcimento danni di 100 milioni di lire. L'attrice si difese sostenendo di aver firmato il contratto sulla base di un trattamento non definitivo e di aver ricevuto assicurazione di poter modificare alcuni dettagli della storia se non graditi. Poiché la sceneggiatura definitiva le era stata fornita all'ultimo momento, la possibilità di intervenire sulle scene le veniva di fatto negata. La stampa dell'epoca non riporta la sentenza, pertanto è verosimile che attrice e produttore abbiano poi accettato di convenire ad un accordo extragiudiziale.
In una intervista rilasciata a Lietta Tornabuoni 35 anni dopo, il regista Antonioni tornò sull'argomento cercando di giustificare l'insuccesso commerciale del film con la scelta di Lucia Bosè come protagonista, «che non era adatta, troppo elegante, troppo poco maggiorata».

## Distribuzione
Il film venne distribuito nel circuito cinematografico italiano il 27 febbraio 1953.

## Curiosità
- In una scena viene citata apertamente la rivista Hollywood: un finto numero del periodico viene mostrato da Gianni Franchi (Andrea Checchi) a Ercole Borra (Gino Cervi). In copertina c'è la scena del bacio tra Clara Manni (Lucia Bosè) e Lodi (Alain Cuny).

## Riconoscimenti
- Grolla d'oro ad Andrea Checchi come miglior attore non protagonista.